# Kröslin
Kröslin es un municipio situado en el distrito de Pomerania Occidental-Greifswald, en el estado federado de Mecklemburgo-Pomerania Occidental (Alemania), a una altitud de 2 metros. Su población a finales de 2016 era de 1800 habs. y su densidad poblacional, 80 hab/km².
Se encuentra ubicado al norte del distrito, junto a la costa del mar Báltico.